# Haszen Jebda
Haszen Jebda (arabul: حسن يبدة) (Párizs, 1984. május 14. –) francia születésű algériai labdarúgó, aki középpályásként játszik. Jelenleg a Belenenses csapatában játszik, valamint az algériai labdarúgó-válogatottban.

## Statisztika

### Góljai a válogatottban
|    | Időpont           | Helyszín                       | Ellenfél                  | Gólok | Eredmény | Kiírás                                      |
| -- | ----------------- | ------------------------------ | ------------------------- | ----- | -------- | ------------------------------------------- |
| 1. | 2011. március 27. | 19 Mai 1956, Annaba, Algéria   | Marokkó                   | 1–0   | 1–0      | 2012-es afrikai nemzetek kupája (selejtező) |
| 2. | 2011. október 9.  | 5 Juillet 1962, Algír, Algéria | Közép-afrikai Köztársaság | 1–0   | 2–0      | 2012-es afrikai nemzetek kupája (selejtező) |

## Sikerei, díjai

### Klub
- SL Benfica
  - Taça da Liga: 2008-09

### Válogatott
- Franciaország U17
  - U17-es labdarúgó-világbajnokság: 2001